# Henrique VII de Inglaterra
Henrique VII (Castelo de Pembroke, Pembroke, 28 de janeiro de 1457 – Palácio de Richmond, Surrey, 21 de abril de 1509)  foi o Rei da Inglaterra de 1485 até sua morte. Tomou o trono depois de derrotar o rei Ricardo III na Batalha de Bosworth Field de 22 de agosto, evento que encerrou a Guerra das Rosas, e foi coroado em 30 de outubro, sendo o fundador da dinastia Tudor. Do seu casamento com Isabel de Iorque nasceram Artur, Margarida, Henrique VIII, Isabel, Edmundo, Catarina, Maria e Eduardo. Foi sepultado na Abadia de Westminster.
Henrique, filho de Edmundo Tudor, conde de Richmond, e Margarida Beaufort, nasceu quase três meses após a morte do seu pai. Seu pai era filho de Owen Tudor, escudeiro galês, e Catarina de França, viúva do rei Henrique V. Sua mãe era a bisneta de João de Gante. Henrique foi criado pelo seu tio Jasper Tudor, conde de Pembroke.

## Primeiros anos
Henrique Tudor, era filho de Edmundo Tudor, Conde de Richmond e Margarida Beaufort, nasceu no Castelo de Pembroke em 28 de janeiro de 1457. Margarida era bisneta de João de Gante.  Como Alison Weir apontou: 
"Margarida Beaufort, era seu (Henrique Tudor) único vínculo pelo sangue com os Plantagentas, e ela própria descendia dos bastardos nascidos de João de Gante, duque de Lancastre, quarto filho de Eduardo III, e sua amante Catarina Swynford. Essas crianças, todas de sobrenome Beaufort, foram legitimadas pelo estatuto de Ricardo II em 1397, depois que Gante se casou com sua mãe; no entanto, dez anos depois, Henrique IV, confirmando isso, acrescentou um cavaleiro ao estatuto que proibia o Beauforts e seus herdeiros de herdar a coroa."
O pai de Henrique já estava morto há quase três meses quando ele nasceu. Henrique Tudor logo foi separado de sua mãe quando Eduardo IV decidiu que queria que ele morasse com Lord William Herbert, seu principal apoiador no País de Gales. Ele foi criado no Castelo Raglan, com a intenção de casá-lo com sua filha mais velha. Esses planos chegaram ao fim quando Herbert foi executado após a Batalha de Edgecote Moor em 26 de julho de 1469.

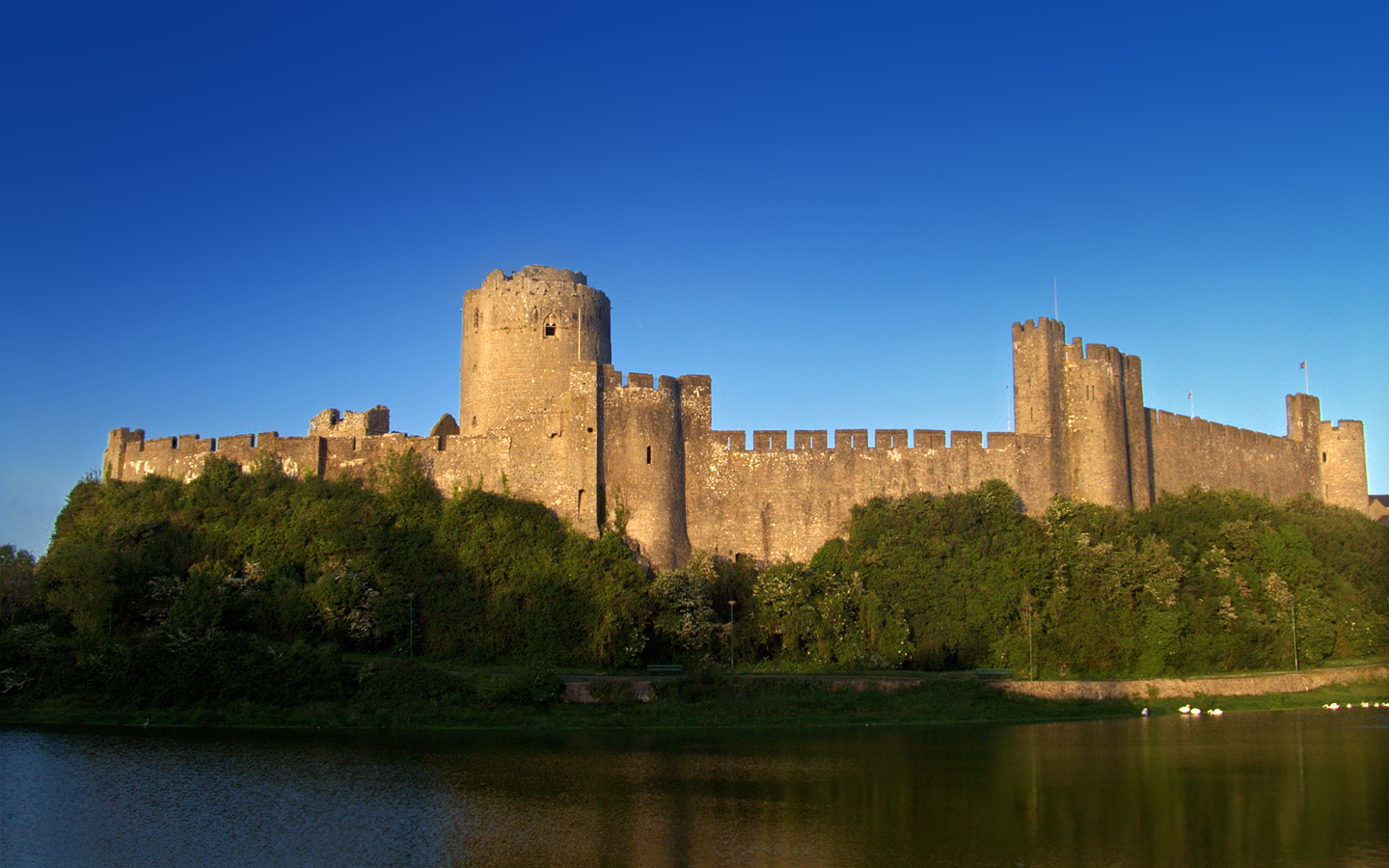
Castelo de Pembroke em Gales onde Henrique nasceu, mas viveu maior parte de sua juventude na Bretanha região administrativa francesa.

Henrique agora foi morar com seu tio, Jasper Tudor, o conde restaurado de Pembroke. Na Batalha de Tewkesbury em 4 de maio de 1471, Margarida de Anjou foi capturada e seu filho de treze anos, Eduardo de Westminster, morto. Eduardo IV enviou Roger Vaughan para prender Henrique e Jasper. Vaughan foi capturado e executado e os dois homens escaparam para Tenby e pegaram um navio, rumo à França, mas pousando na Bretanha no final do mês, após uma viagem tempestuosa. Francisco II, duque da Bretanha, ofereceu-lhes asilo, mas sob a pressão diplomática de Eduardo, isso se transformou em prisão domiciliar em uma sucessão de castelos e palácios.

### Vida na Bretanha
John Edward Bowle, o autor de Henry VIII (1964) afirma que o jovem Henrique Tudor se beneficiou de viver na França: 
"Henrique Tudor ... havia aprendido no exílio e na diplomacia a manter seu próprio conselho e a lidar com os homens: ele poderia manter-se distante e inspirou medo, e se tornou o maior arquiteto das fortunas Tudor. Sem a pura luxúria de sangue de seus contemporâneos, ele tinha um humor sarcástico." 
O rei Luís XI da França concordou com o pedido de Eduardo para tentar capturar Henrique. No entanto, isso terminou em fracasso quando ele recebeu refúgio de um grupo de nobres bretões na Bretanha. Com a morte de Eduardo IV em 1483, seus filhos mais novos, Eduardo e Ricardo, foram usurpados por seu tio, Ricardo, duque de Gloucester. Ele se autoproclamou Ricardo III e prendeu os Príncipes na Torre, onde, quase certamente, mandou matá-los.
Henrique Tudor, como chefe da Casa de Lancastre, agora tinha o direito de se tornar rei. Margarida Beaufort começou a conspirar com vários outros oponentes de Ricardo, para colocar seu filho no trono. Negociações ocorreram e em dezembro de 1483, Henrique fez um juramento na Catedral de Rennes de se casar com Isabel de Iorque caso tivesse sucesso em se tornar Rei da Inglaterra.
Os regentes do jovem rei Carlos VIII viram a vantagem de apoiar Henrique Tudor contra Ricardo III e forneceram-lhe dinheiro, navios e homens para buscar a coroa. Em agosto de 1485, Henrique chegou ao País de Gales com 2 000 de seus apoiadores. Ele também trouxe consigo mais de 1 800 mercenários recrutados nas prisões francesas. Enquanto estava no País de Gales, Henrique também convenceu muitos arqueiros habilidosos a se juntarem a ele em sua luta contra Ricardo. Quando Henrique Tudor chegou à Inglaterra, o tamanho de seu exército havia crescido para 5 000 homens.

## Batalha de Bosworth

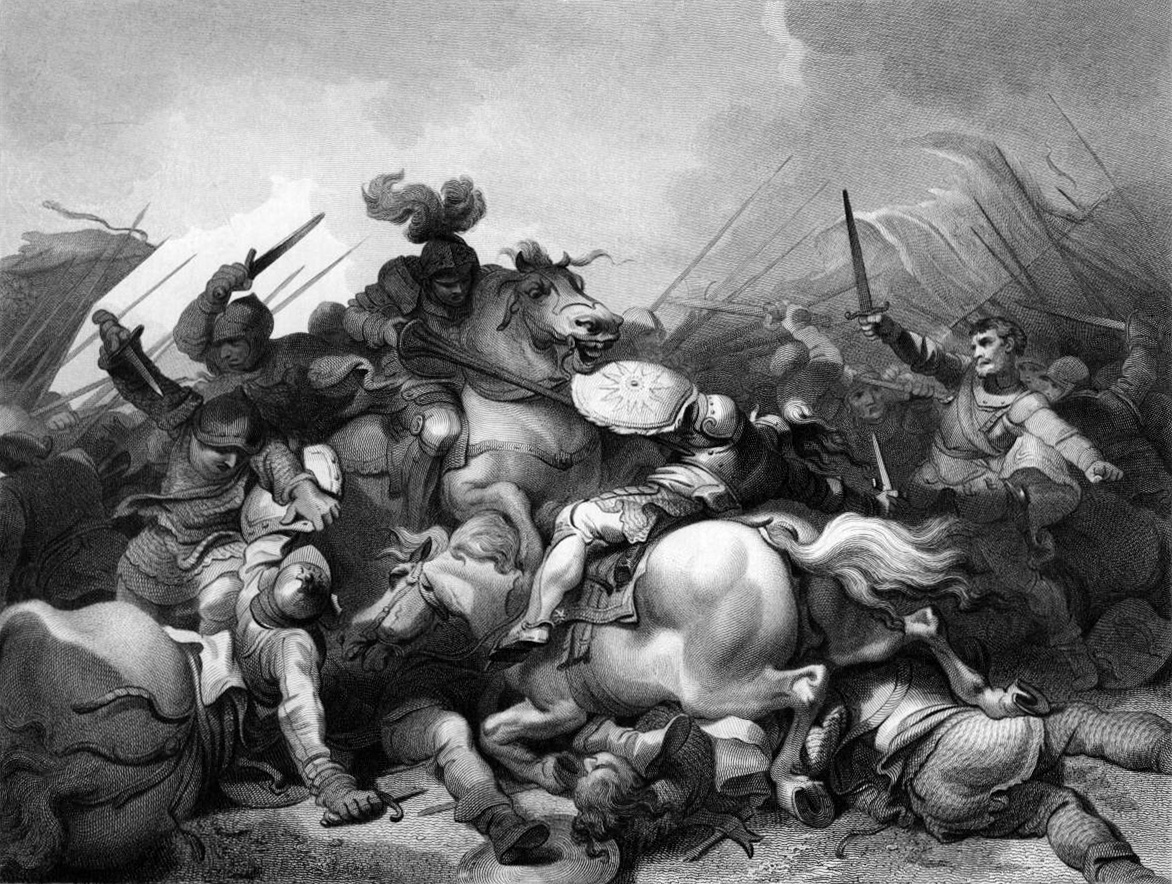
Batalha de Bosworth Field, a última e mais significativa batalha da Guerra das Rosas, na qual Henrique derrotou o então Rei da Casa de Iorque: Ricardo III por Philip James de Loutherbourg.

Quando Ricardo ouviu sobre a chegada de Henrique Tudor, ele marchou com seu exército para encontrar seu rival pelo trono. No caminho, Ricardo tentou recrutar o maior número possível de homens para lutar em seu exército, mas quando chegou a Leicester tinha apenas um exército de 6 000 homens. Henry Percy, 4º Conde de Northumberland, também trouxe 3 000 homens, mas sua lealdade a Ricardo estava em dúvida. Ricardo enviou uma ordem a Lord Thomas Stanley e Sir William Stanley, dois dos homens mais poderosos da Inglaterra, para trazer seus 6 000 soldados para lutar pelo rei. Ricardo fora informado de que Lord Stanley já havia prometido ajudar Henrique Tudor. Para persuadi-lo a mudar de ideia, Ricardo providenciou o sequestro do filho mais velho de Lord Stanley. Em 21 de agosto de 1485, o exército do rei Ricardo posicionou-se em Ambien Hill, perto da pequena vila de Bosworth em Leicestershire. Henrique chegou no dia seguinte e assumiu uma posição de frente para Ricardo. Quando os irmãos Stanley chegaram, não se juntaram a nenhum dos dois exércitos. Em vez disso, Lord Stanley foi para o norte do campo de batalha e Sir William para o sul. Os quatro exércitos agora formavam os quatro lados de um quadrado.
Sem o apoio dos irmãos Stanley, Ricardo parecia certo de ser derrotado. Ricardo, portanto, deu ordens para que o filho de Lord Stanley fosse levado ao topo da colina. O rei então enviou uma mensagem a Lord Stanley ameaçando executar seu filho, a menos que ele imediatamente enviasse suas tropas para se juntar ao rei em Ambien Hill. A resposta de Lord Stanley foi curta: "Senhor, tenho outros filhos". As forças de Henrique Tudor agora atacavam o exército do rei Ricardo. Embora em desvantagem numérica, a posição superior de Ricardo no topo da colina permitiu-lhe parar as forças rivais surgindo no início. Quando a situação começou a se deteriorar, Ricardo convocou suas forças de reserva lideradas por Henry Percy, 4º Conde de Northumberland. No entanto, Northumberland, convencido de que Ricardo iria perder, ignorou a ordem.
Os conselheiros de Ricardo disseram que ele deveria tentar fugir. Ricardo recusou, alegando que ainda poderia obter a vitória matando Henrique Tudor em combate pessoal. Ele argumentou que, uma vez que o pretendente ao trono estivesse morto, seu exército não teria motivo para continuar lutando. Com um esquadrão leal de sua casa, ele foi até o guarda-costas imediato de Henrique, derrubando seu porta-estandarte. Neste momento, seu cavalo morreu sob ele. Polydore Vergil mais tarde relatou que "Rei Ricardo sozinho foi morto lutando bravamente na mais densa pressão de seus inimigos".

## Rei

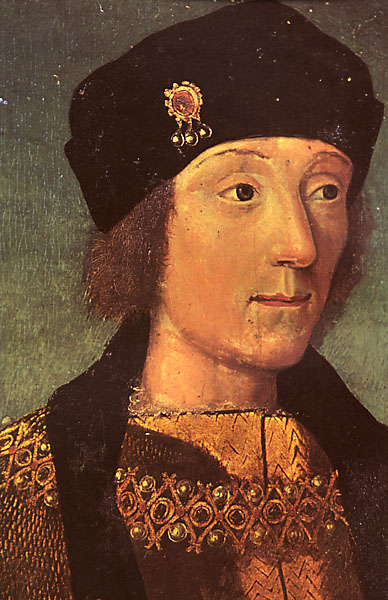
Henrique Tudor, conde de Richmond, em sua juventude. Museu Calvet, França.

Henrique VII foi coroado no campo de batalha com a coroa de Ricardo. Ele então marchou para Leicester e então, lentamente, avante para Londres. Em 3 de setembro, ele entrou triunfante na capital. Isabel de Iorque foi colocada na casa de Londres de sua mãe, Margarida Beaufort. O parlamento que se reuniu em 7 de novembro afirmou a legitimidade do título de Henrique e anulou o instrumento que incorporava o título de Ricardo III ao trono. Em 10 de dezembro de 1485, a Câmara dos Comuns, por meio de seu porta-voz Thomas Lovell, exortou o rei a cumprir sua promessa de se casar com "Aquela ilustre senhora Isabel, filha do rei Eduardo IV" e assim tornar possível "a propagação dos descendentes do estoque de reis".
Henrique se casou com Isabel de Iorque e em 19 de setembro de 1486 ela deu à luz um filho, o Príncipe Artur. Ele foi batizado em 24 de setembro na Catedral de Winchester e recebeu o nome do famoso herói britânico cujas façanhas fabulosas ocupam as páginas de Geoffrey de Monmouth. Inicialmente, ele foi colocado sob os cuidados de mulheres e seu berçário em Farnham. Este foi dirigido por Dama Isabel Darcy. Francis Bacon sugeriu que a "Aversão de Henrique pela Casa de Iorque era tão predominante nele que encontrou lugar não apenas em suas guerras e conselhos, mas em seu quarto e cama". No entanto, a biógrafa de Isabel, Rosemary Horrox, discorda dessa avaliação. Ela cita várias fontes diferentes que indicam que eles tiveram um casamento feliz. Henrique VII herdou um reino menor do que era há mais de 400 anos. Pela primeira vez desde o século XI, o reino não incluiu uma província francesa. A única parte da França ainda mantida pelos ingleses eram as Marcas de Calais, uma faixa de território ao redor da cidade de Calais. Ele detinha o título de "Senhor da Irlanda" desde o século XII, mas efetivamente governava apenas uma área que era aproximadamente um semicírculo a sessenta quilômetros de profundidade ao redor de Dublin.
Estima-se que Henrique VII teve três milhões de súditos. Quase todos os verões, eram atingidos por epidemias de peste ou doença do suor que matava grande parte da população e melhorava o padrão de vida dos sobreviventes, pois a escassez de inquilinos e trabalhadores agrícolas mantinha os aluguéis baixos e os salários altos. Cinquenta mil pessoas viviam na capital, Londres. A segunda maior cidade da Inglaterra, Norwich, tinha 13 000 habitantes; mas Bristol e Newcastle eram as únicas outras cidades com mais de 10 000. Noventa por cento da população vivia em aldeias e nas fazendas do campo.

## Reinado

### Política externa
Nos primeiros anos de seu reinado, em uma tentativa vã de impedir a incorporação do ducado da Bretanha na França, Henrique encontrou-se atraído junto com a Espanha e o imperador do Sacro Império Romano-Germânico para uma guerra contra a França. Mas ele percebeu que a guerra era uma atividade perigosa para alguém cuja coroa era empobrecida e insegura, e em 1492 ele fez as pazes com a França em termos que lhe trouxe o reconhecimento de sua dinastia e uma bela pensão. Posteriormente, a preocupação francesa com as aventuras na Itália tornou possíveis relações pacíficas, mas o apoio que Maximiliano e Jaime IV deram a Warbeck levou a brigas agudas com os Países Baixos e a Escócia. A importância econômica da Inglaterra para os Países Baixos permitiu que Henrique induzisse Maximiliano e os Países Baixos a abandonar o pretendente em 1496 e concluir um tratado de paz e comércio livre (o Intercursus Magnus).
Com a Escócia, a longa tradição de hostilidade foi mais difícil de superar, mas Henrique finalmente conseguiu concluir em 1499 um tratado de paz, seguido em 1502 por um tratado para o casamento de Jaime IV com a filha de Henrique, Margarida. O consentimento de Jaime para o casamento pode ter sido fomentado pela chegada de Catarina de Aragão à Inglaterra para o seu casamento com o príncipe Artur em 1501. A Espanha tinha recentemente entrado no primeiro posto das potências europeias, por isso uma aliança matrimonial com a Espanha aumentou o prestígio da dinastia Tudor, e o fato de em 1501 os monarcas espanhóis terem permitido o casamento é um tributo à crescente força do regime Tudor aos olhos das potências europeias. Após a morte de Artur em 1502, Henrique estava em uma posição forte para insistir no casamento de Catarina com seu filho sobrevivente, Henrique (mais tarde rei Henrique VIII), uma vez que ele tinha posse tanto da pessoa de Catarina e de metade de seu dote, e a Espanha precisava de apoio inglês contra a França. De fato, nestes últimos anos de seu reinado, Henrique ganhou tanta confiança em sua posição que se entregou a alguns esquemas selvagens de diplomacia matrimonial. Mas a cautela de uma vida o impediu de se envolver na guerra, e sua política externa como um todo não deve ser julgada por tais aberrações tardias. Ele tinha usado sua diplomacia não só para salvaguardar a dinastia, mas para enriquecer seu país, usando todas as oportunidades para promover o comércio Inglês, fazendo tratados comerciais, ele tornou seu país próspero e poderoso.

### Governo e Administração

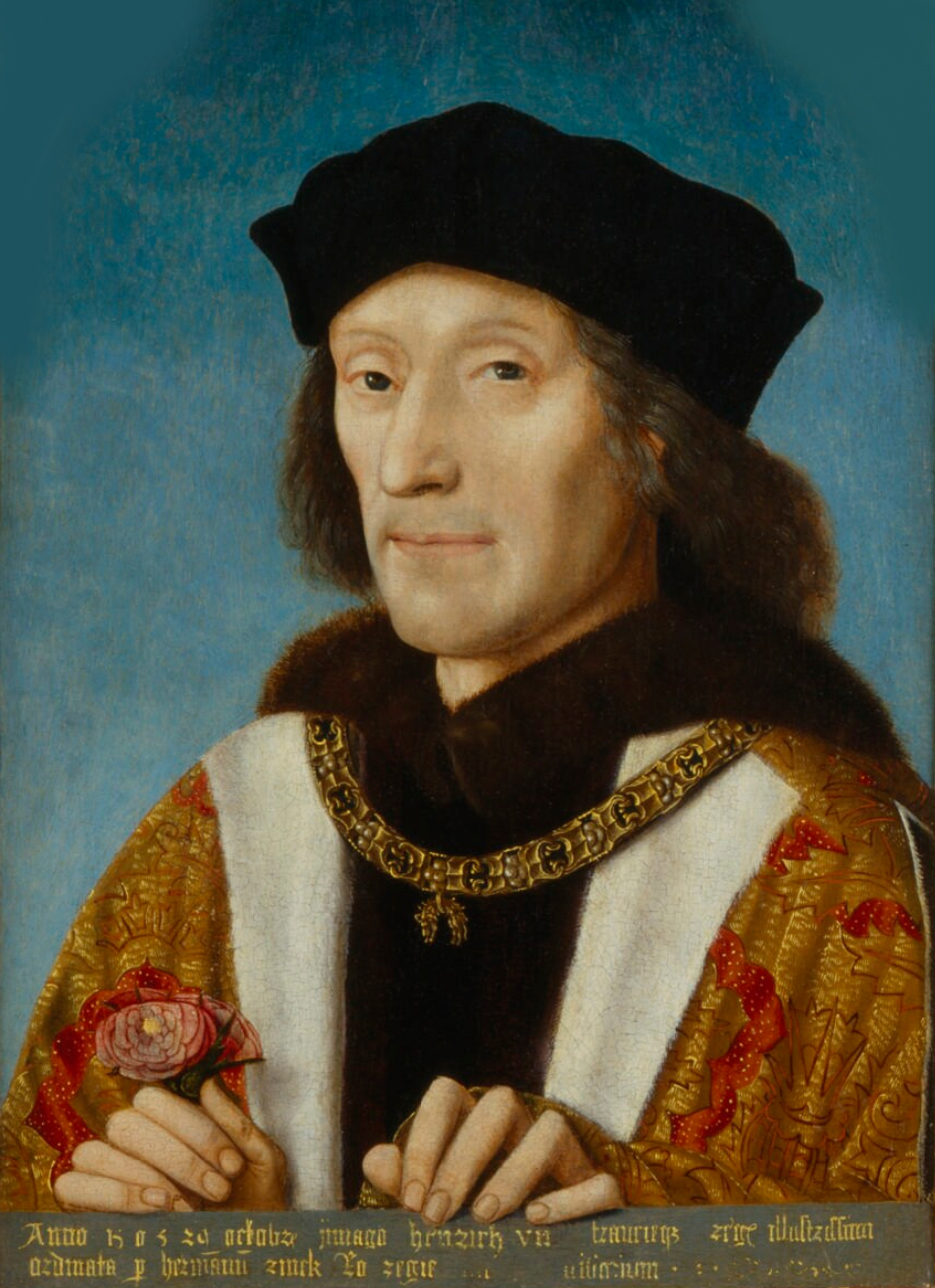
Retrato de Henrique VII da Inglaterra, autor desconhecido, por volta de 1505.

Nos assuntos internos, Henrique conseguiu resultados impressionantes em grande parte por métodos tradicionais. Como Eduardo IV, Henrique viu que a coroa deve ser capaz de mostrar esplendor e poder quando a ocasião necessária. Isso exigia riqueza, o que também libertaria o rei da dependência embaraçosa do Parlamento e dos credores. A solvência poderia ser procurada pela economia em termos de despesas, como a prevenção da guerra e a promoção da eficiência na administração, e o aumento das receitas. Para aumentar sua renda de impostos alfandegários, Henrique tentou incentivar as exportações, proteger as indústrias domésticas, ajudar o transporte inglês pelo método tradicional de um ato de navegação para garantir que os bens ingleses fossem transportados em navios ingleses, e encontrar novos mercados ajudando Giovanni Caboto, nas suas viagens de descoberta.
Ao restaurar a ordem após as guerras civis, Henrique usou métodos mais tradicionais do que se pensava. Como os reis iorquistas, ele fez uso de um grande conselho, presidido por ele mesmo, em que advogados, clérigos e pequenos nobres eram membros ativos. Sentado como o Tribunal de Câmara Estrelar, o conselho lidou com questões judiciais, mas menos do que se pensava anteriormente. Quase todas as pesadas multas cobradas pela retenção ilegal de homens armados no final de seu reinado foram impostas na Corte pelos juízes de Assize. Arranjos especiais foram feitos para ouvir as causas dos homens pobres no conselho e para tentar promover uma melhor ordem no País de Gales e no Norte através da criação de conselhos especiais lá, e mais poderes foram confiados aos juízes de paz. O rei, além disso, não podia destruir a instituição de retentores, uma vez que ele dependia deles para grande parte de seu exército, e da sociedade considerado como natural adjuntos de classificação. Assim, o governo de Henrique era conservador, como era em suas relações com o Parlamento e com a igreja.

### Economia
Henrique era um governante extremamente eficiente em termos de finanças. Por meio de uma mistura de impostos, taxas feudais, aluguéis e multas, Henrique conseguiu dobrar as receitas do estado durante seu reinado. A última tática, ou seja, impor multas, provou-se particularmente lucrativa, pois o rei acusou contravenções que iam de mau comportamento na corte a posse de muitos retentores armados. Uma estratégia financeira diabólica era emitir um título penal (reconhecimento) para qualquer pessoa que já fosse pega culpada de uma contravenção financeira ou multa. Se uma pessoa falhou em cumprir qualquer uma de suas obrigações financeiras existentes, então, de acordo com esta segunda declaração assinada, o rei poderia confiscar sua propriedade e arruiná-la. Muitos nobres foram mantidos sob o domínio do rei dessa forma, com uma guilhotina financeira pairando perpetuamente sobre eles. O número de nobres também diminuiu à medida que a nova posição de Inspetor das Guardas do Rei buscava o dinheiro que era devido ao rei e confiscava terras para sustentar as propriedades cada vez maiores de Henrique. Henrique até ganhou dinheiro com sua única grande expedição ao exterior. Em 1489, um exército foi enviado para ajudar a Bretanha a manter sua independência da França e Boulogne foi brevemente sitiada. Henrique estava inicialmente ansioso para reembolsar o ducado por cuidar dele durante seu exílio de infância lá. No entanto, por volta de 1492, ele recuou depois que uma compensação financeira adequada veio de Carlos VIII da França, que fez jus ao seu apelido de "Carlos, o Afável".
Outra fonte de renda foi o aumento maciço dos impostos que veio do boom do comércio quando a Inglaterra assinou tratados com a Dinamarca, Holanda, Espanha, Portugal e Florença. O comércio foi ainda mais encorajado pela Coroa investindo em uma pequena frota de navios mercantes e estabelecendo uma base fortificada em Portsmouth. O rei estava até ansioso para encontrar novos locais de comércio, famosa por financiar a viagem pioneira do comerciante genovês John Cabot (também conhecido como Giovanni Caboto) para a Terra Nova. Cabot partiu em seu navio Mathew de Bristol em 1497. Bem-sucedido em sua empreitada, Cabot morreu na viagem de volta à Inglaterra e sua família, fiel à reputação de Henrique VII como avarento, recebeu do rei a soma insignificante de 10 libras.
Eventualmente, essa obsessão com o enriquecimento do estado fez com que o rei se tornasse impopular, mas àquela altura ele já havia reafirmado firmemente o poder real sobre a nobreza. Isso foi feito não apenas impondo-lhes multas e dívidas e limitando sua capacidade de formar exércitos privados, mas também estabelecendo conselhos no País de Gales, no Norte e no Oeste da Inglaterra para controlá-los melhor. A ascensão e o domínio dos barões, que tanto perturbaram os predecessores de Henrique e garantiram que a Guerra das Rosas se arrastasse por tanto tempo, estava chegando ao fim. Mesmo a evolução do Parlamento retrocedeu durante o reinado de Henrique, ainda uma instituição apenas chamada para aprovar novos impostos. Nos 23 anos do reinado de Henrique, o Parlamento reuniu-se apenas seis vezes, um indicador de que o governo inglês ainda era medieval e o monarca absoluto.

## Rebeliões

### Lambert Simnel

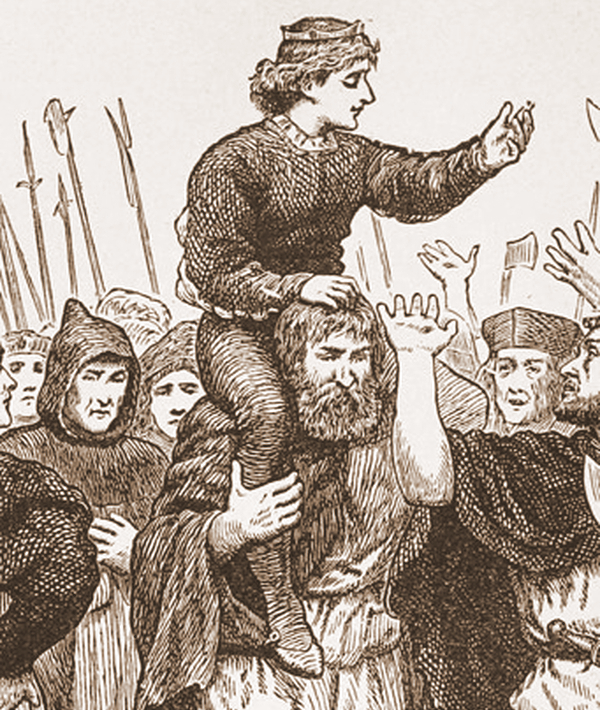
Uma ilustração de Lambert Simnel montado nos ombros de apoiadores na Irlanda.

Henrique VII sempre se preocupou em ser derrubado por rivais para o lançamento. Alison Weir argumentou que suas experiências de infância o encorajaram a se sentir inseguro e desconfiado. "Ele apresentava ao mundo um semblante genial e sorridente, mas por baixo dele era desconfiado, tortuoso e parcimonioso. Ele havia crescido até a idade adulta em um ambiente de traição e intriga e, como resultado, nunca conheceu segurança." Em fevereiro de 1487, Lambert Simnel apareceu em Dublin e afirmou ser Eduardo, conde de Warwick, filho e herdeiro de Jorge Plantageneta, duque de Clarence, irmão de Eduardo IV e o último sobrevivente do sexo masculino da Casa de Iorque. Polydore Vergil descreveu-o como "Um jovem atraente e bem favorecido, não sem alguma dignidade extraordinária e graça de aspecto".

Acredita-se que John de la Pole, conde de Lincoln, sobrinho dos reis Iorquistas, foi o líder da conspiração. Ele navegou para a Irlanda com mais de 1 500 mercenários alemães. Com esta proteção, Simnel foi coroado como Rei Eduardo VI. Pole e seus mercenários, acompanhados por 4 000 soldados irlandeses, chegaram à costa da Cúmbria em 4 de junho e marcharam pelo norte de Lancashire antes de seguir para o sul. O exército de Henrique, provavelmente com o dobro do tamanho do de Pole, partiu de Londres para o norte. Henrique estava bem-preparado, tendo-se posicionado estrategicamente para levantar apoio, e avançado propositalmente para o norte de Leicester. "Na manhã de 16 de junho, os rebeldes cruzaram o rio Trent rio acima de Newark e se posicionaram na encosta com vista para a estrada de Nottingham. A Batalha de Stoke foi um encontro agudo e brutal. 
"Os arqueiros de Henrique dizimaram o exército rebelde. O conde de Lincoln foi morto durante a batalha e Lambert Simnel foi capturado.
De acordo com Polydore Vergil, Henrique VII poupou Lambert Simnel e colocou-o ao serviço, primeiro na copa e depois como falcoeiro. Jasper Ridley afirma que isso mostra que "Henrique VII ... não era um homem vingativo e seu estilo de governo era silencioso e eficiente, nunca usando mais crueldade ou engano do que o necessário. Quando ele capturou Lambert Simnel, o filho do jovem comerciante que liderou a primeira revolta contra ele e foi coroado rei da Inglaterra em Dublin, ele não o condenou à morte, mas o empregou como um servo em sua casa."

### Perkin Warbeck
Ao visitar Cork em dezembro de 1491, Perkin Warbeck foi persuadido a se passar por Ricardo, duque de Iorque, segundo filho de Eduardo IV, que havia desaparecido oito anos antes junto com seu irmão mais velho, Eduardo. Em 1492, o rei Carlos VIII da França começou a financiar sua campanha. Isso incluiu ser enviado a Viena para encontrar o imperador Maximiliano. Ele deu seu apoio a Perkin Warbeck, mas espiões na corte de Maximiliano contaram a Henrique VII sobre a conspiração. Como resultado, várias pessoas na Inglaterra foram presas e executadas. Em julho de 1495, Warbeck desembarcou alguns de seus homens em Deal. Eles foram rapidamente presos pelo xerife de Kent e Warbeck decidiu voltar para a Irlanda. No entanto, em 20 de novembro de 1495, ele foi ver o rei Jaime IV da Escócia no Castelo de Stirling. Em 13 de janeiro de 1496, Jaime providenciou para que ele o casasse com Lady Katherine Gordon, uma distante parente real. Ele também financiou os 1 400 apoiadores de Warbeck. Quando Henrique VII ouviu o que estava acontecendo, ele começou a planejar uma invasão da Escócia.

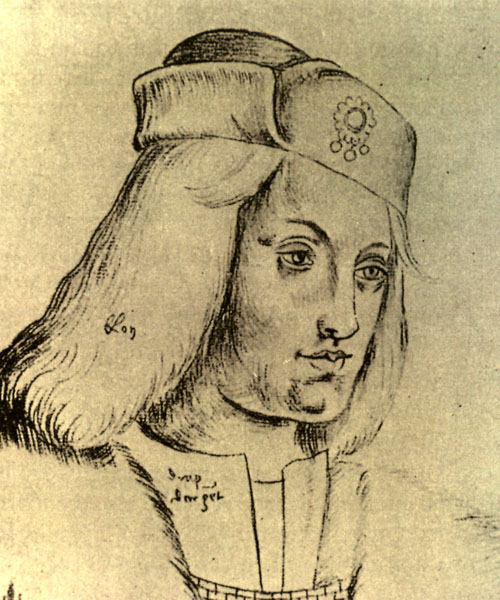
Perkin Warbeck, ele se passou por Ricardo, duque de Iorque, segundo filho de Eduardo IV e obteve apoio de oponentes de Henrique e de quase toda Europa.

Henrique VII decidiu que precisaria impor um novo imposto para pagar o custo de formar um exército. O povo da Cornualha se opôs ao pagamento de impostos para a guerra contra a Escócia e começou uma marcha sobre Londres. Em 13 de junho de 1496, os Cornishmen, que diziam ser 15 000, estavam em Guildford. O exército de 8 000 que estava sendo preparado contra a Escócia teve que ser rapidamente desviado para proteger Londres. Em 16 de junho, o exército rebelde alcançou Blackheath. Quando viram o grande exército de Henrique, que agora somava 25 000, alguns deles estavam desertos. Henrique VII enviou uma força de arqueiros e cavalaria às costas dos rebeldes. Segundo Francis Bacon: 
"Os Cornish, estando mal armados e mal guiados e sem cavalo ou artilharia, foram sem grande dificuldade cortados em pedaços e postos em fuga."Um grande número de rebeldes foi morto. Alguns de seus líderes foram enforcados, sorteados e esquartejados. Ele então passou a multar todos os envolvidos na rebelião. Alega-se que isso arrecadou £ 14 699. Bacon comentou: "Quanto menos sangue ele tirava, mais ele tirava do tesouro."
Perkin Warbeck decidiu tirar vantagem da rebelião da Cornualha pousando na Baía de Whitesand em 7 de setembro. Ele rapidamente recrutou 8 000 homens da Cornualha, mas eles não tiveram sucesso em tomar Exeter. Eles recuaram para Taunton, mas com a notícia de que o exército de Henrique estava marchando para a Cornualha, em 21 de setembro, Warbeck escapou e buscou refúgio na Abadia de Beaulieu. No entanto, ele foi capturado e levado perante Henrique no Castelo de Taunton em 5 de outubro. Warbeck foi levado para Londres, onde foi repetidamente desfilado pela cidade. Warbeck conseguiu escapar, mas logo foi recapturado e, em 18 de junho de 1499, foi mandado para a Torre de Londres para sempre. No ano seguinte, ele se envolveu em outra trama. "Exatamente que papel ele desempenhou na conspiração, e em sua traição ao rei em 3 de agosto, é difícil de estabelecer, mas Henrique e seu conselho resolveram punir todos os principais participantes." Perkin Warbeck foi enforcado em Tyburn em 23 de novembro de 1499.

## Descendência

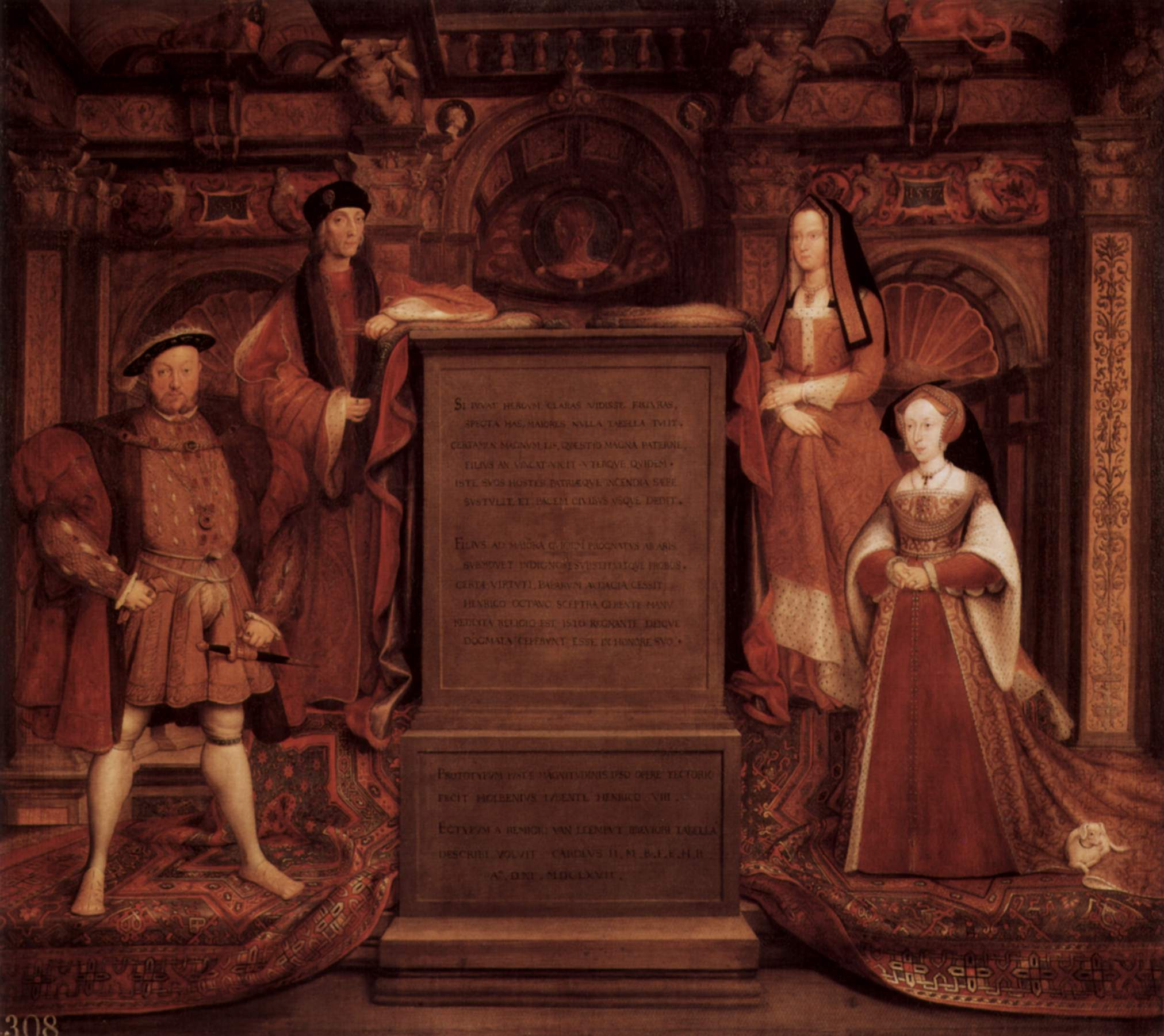
Henrique, sua esposa, seu sucessor e sua nora. Quadro encomendado pelo Rei Carlos II em 1667.

Casou-se com Isabel de Iorque em 18 de janeiro de 1486 tiveram oito filhos:
- Artur, Príncipe de Gales (20 de setembro de 1486 - 2 de abril de 1502)
- Margarida Tudor, Rainha da Escócia (28 de novembro de 1489 - 18 de outubro de 1547)
- Henrique VIII de Inglaterra (28 de junho de 1491 - 28 de janeiro de 1547)
- Isabel Tudor (2 de julho de 1492 - 14 de setembro de 1495)
- Maria Tudor, Rainha de França (18 de março de 1496 - 25 de junho de 1533)
- Eduardo Tudor (1498 - 1499)
- Edmundo Tudor, Duque de Somerset (21 de fevereiro de 1499 - 19 de junho de 1500)
- Catarina Tudor (2 de fevereiro de 1503 - 10 de fevereiro de 1503)

## Artur e Catarina
A Espanha, junto com a França, eram as duas maiores potências da Europa. Henrique VII temeu constantemente uma invasão de seu poderoso vizinho. Fernando de Aragão e Isabel de Castela também estavam preocupados com o possível expansionismo da França e responderam favoravelmente à sugestão de Henrique de uma possível aliança entre os dois países. Em 1487, o rei Fernando concordou em enviar embaixadores à Inglaterra para discutir as relações políticas e econômicas. Em março de 1488, o embaixador espanhol na corte inglesa, Roderigo de Puebla, foi instruído a oferecer a Henrique um acordo. O tratado proposto incluía o acordo de que o filho mais velho de Henrique, Artur, se casasse com Catarina de Aragão em troca de uma promessa de Henrique de declarar guerra à França. Henrique com entusiasmo 
"Exibiu seu filho de dezenove meses, primeiro vestido com um pano de ouro e depois despido, para que pudessem ver que ele não tinha deformidade". Puebla relatou que Artur tinha "Muitas qualidades excelentes". No entanto, eles não gostaram de enviar sua filha para um país cujo rei poderia ser deposto a qualquer momento. Como Puebla explicou a Henrique: "Tendo em conta o que acontece todos os dias aos reis da Inglaterra, é surpreendente que Fernando e Isabel se atrevessem a pensar em dar a sua filha."
O Tratado de Medina del Campo foi assinado em 27 de março de 1489. Estabeleceu uma política comum para a França, reduziu as tarifas entre os dois países e acordou um contrato de casamento entre o Príncipe Artur e Catarina de Aragão e também estabeleceu um dote para Catarina de 200 000 coroas. Este foi um bom negócio para Henrique. Naquela época, a Inglaterra e o País de Gales tinham uma população combinada de apenas dois milhões e meio, em comparação com os sete milhões e meio de Castela e Aragão e os quinze milhões da França. A motivação de Ferdinando era que os mercadores espanhóis que desejavam chegar à Holanda precisavam da proteção dos portos ingleses se a França fosse barrada a eles. Os ingleses também ainda controlavam o porto de Calais, no norte da França. No entanto, o casamento não foi garantido. Como David Loades aponta: 
"O casamento de um governante era o nível mais alto do jogo matrimonial e carregava os maiores riscos, mas não era o único nível. Tanto os filhos quanto as filhas eram peças a serem movidas no jogo diplomático, que geralmente começava quando eles ainda estavam em seus berços. Uma filha, em particular, poderia se submeter a meia dúzia de noivados no interesse de mudar as políticas antes que seu destino finalmente a alcançasse."
| |  |  |
| Artur e Catarina de Aragão filha dos Reis Católicos e posteriormente Rainha da Inglaterra por seu casamento com Henrique VIII. |  |  |

Em agosto de 1497, Catarina e Artur foram formalmente prometidos no antigo palácio de Woodstock. O embaixador espanhol, Roderigo de Puebla, procurador da noiva. A chegada de Catarina foi adiada até que o Príncipe Artur pudesse consumar o casamento. Catarina também foi incentivada a aprender francês, pois poucas pessoas na corte inglesa falavam espanhol ou latim. A rainha Isabel também sugeriu que ela se acostumasse a beber vinho, pois a água na Inglaterra não era potável. Catarina e o Príncipe Artur escreveram várias cartas um para o outro. Em outubro de 1499, Artur escreveu a ela agradecendo as "doces cartas" que ela lhe enviara: 
"Não posso lhe dizer o desejo sincero que sinto de ver Vossa Alteza, e como é vexatório para mim essa procrastinação com sua vinda. se apresse, para que o amor concebido entre nós e as alegrias desejadas possa colher os seus próprios frutos."
Catarina deixou o porto da Corunha em 20 de julho de 1501. Seu grupo incluía o conde e a condessa de Cabra, um camareiro, Juan de Diero, o capelão de Catarina, Alessandro Geraldini, três bispos e várias damas, cavalheiros e criados. Era considerado muito perigoso permitir que Fernando de Aragão e Isabel de Castela fizessem a viagem. A travessia do mar foi terrível: uma violenta tempestade explodiu no Golfo da Biscaia, e o navio foi sacudido por vários dias em mar agitado e o capitão foi forçado a retornar à Espanha. Só no dia 27 de setembro os ventos cessaram e Catarina conseguiu deixar Laredo, na costa castelhana. Catarina de Aragão chegou à Inglaterra em 2 de outubro de 1501. Artur tinha apenas quinze anos e Catarina quase dezesseis. Como uma noiva castelhana de nascimento nobre, Catarina permaneceu velada tanto para o marido quanto para o sogro até depois da cerimônia de casamento. Henrique ficaria preocupado com o tamanho dela. Ela foi descrita como "extremamente baixa, até minúscula". Henrique não podia reclamar, pois Artur, agora com quinze anos, era muito pequeno e pouco desenvolvido e era "meia cabeça mais baixo" do que Catarina. Ele também foi descrito como tendo uma cor de pele "não saudável".
Artur e Catarina casaram-se em 14 de novembro de 1501, na Catedral de São Paulo, em Londres. Naquela noite, quando Artur levantou o véu de Catarina, ele descobriu uma garota com "uma pele clara, cabelo dourado-avermelhado rico que caia abaixo do nível do quadril e olhos azuis". Suas bochechas naturalmente rosadas e pele branca eram características muito admiradas durante o período Tudor. Fontes contemporâneas afirmam que "ela também era gordinha mas então uma forma arredondada agradável na juventude era considerada desejável neste período, um indicador para a fertilidade futura". O casal passou o primeiro mês de seu casamento em Tickenhill Manor. Artur escreveu aos pais de Catarina dizendo-lhes como estava feliz e garantindo-lhes que seria "um marido verdadeiro e amoroso todos os seus dias". Eles então se mudaram para o Castelo de Ludlow. Artur estava com a saúde debilitada e de acordo com William Thomas, Noivo de sua Câmara Privada, ele estava se esforçando demais. Mais tarde, ele lembrou que "o conduziu vestido em sua camisola até a porta do quarto da princesa muitas e diversas vezes".
Alison Weir argumentou que Artur estava sofrendo de tuberculose: "Havia preocupação com a saúde delicada do príncipe. Ele parecia ter tido tuberculose e estava mais fraco desde o casamento. O rei acreditava, como a maioria das outras pessoas, que Artur havia sido exagerando no leito conjugal. " Quase trinta anos depois, Catarina depôs, sob o selo do confessionário, que eles haviam compartilhado uma cama por não mais de sete noites, e que ela permanecera "tão intacta e incorrupta como quando emergiu do ventre de sua mãe".
Antonia Fraser, autora de The Six Wives of Henry VIII (1992), argumentou que acredita que o casamento não foi consumado. "Em uma época em que os casamentos eram frequentemente celebrados por razões de estado entre filhos ou aqueles que oscilavam entre a infância e a adolescência, mais cuidado, e não menos, era tomado no momento da consumação. Uma vez que o casamento fosse oficialmente concluído, alguns anos poderiam se passar antes que o apropriado momento foi considerado como tendo chegado. Relatórios ansiosos podem passar entre os embaixadores sobre o desenvolvimento físico; os pais reais podem ouvir conselhos sobre a preparação de seus filhos para a provação. Os comentários - às vezes lembram um daqueles criadores discutindo o acasalamento de raça puro-sangue e a comparação na verdade, não está tão longe. A geração da progênie foi o próximo passo essencial nesses casamentos reais, tão interminavelmente negociados. " Fraser continua argumentando que os Tudors acreditavam que ter filhos muito jovens poderia prejudicar suas chances de ter mais filhos. Por exemplo, a mãe de Henrique VII, Margarida Beaufort, tinha apenas treze anos quando o teve e nunca teve outros filhos durante quatro casamentos.
Em 27 de março de 1502, Artur adoeceu gravemente. Com base na descrição dos sintomas por seus servos, ele parecia ter sofrido de problemas brônquicos ou pulmonares, como pneumonia, tuberculose ou alguma forma virulenta de gripe. David Starkey sugeriu que ele pode ter sofrido de câncer testicular. Antonia Fraser acredita que como Catarina também adoeceu na mesma época, as duas podem ter tido suores. O Príncipe Artur morreu em, 2 de abril de 1502. Isabel de Iorque disse a Henrique que ainda era jovem o suficiente para ter mais filhos. Ela engravidou novamente e teve uma filha, Catarina nasceu prematuramente em 2 de fevereiro de 1503. Ela nunca se recuperou e morreu nove dias depois, em 11 de fevereiro, seu trigésimo sétimo aniversário, de febre puerperal. Henrique levou a morte dela muito mal e "partiu para um lugar solitário e nenhum homem deveria recorrer a ele."

## Ricardo Empson e Edmundo Dudley

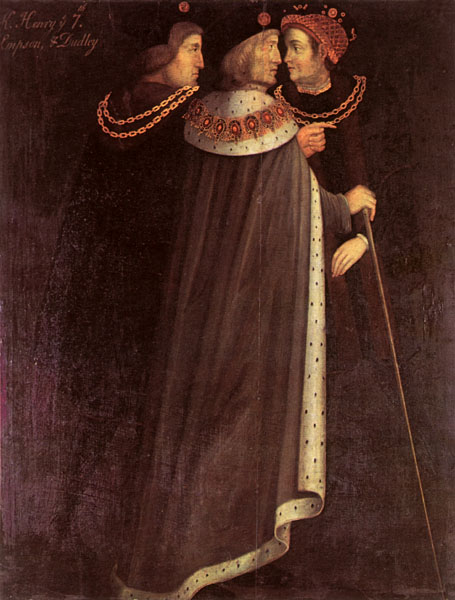
Henrique e seus ministros Ricardo Empson e Edmundo Dudley, da esquerda para direita: Empson (falecido em 1510); Henrique e Dudley (1462-1510).

Christopher Morris, o autor de The Tudors (1955) argumentou: 
"Henrique VII ... foi um homem extremamente inteligente, possivelmente o homem mais inteligente que já se sentou no trono inglês ... O gênio de Henrique foi principalmente um gênio para manobras cautelosas, para o momento exato, para a negociação delicada, para pesar um oponente ou um subordinado, e não menos importante, um gênio para a organização. Aliou-se a uma grande paciência e grande trabalho. Ele foi um soldado competente, mas sempre escolheu a paz em vez da guerra como sendo muito mais barato e seguro. Estas são qualidades admiráveis e inestimáveis para um líder político em tempos difíceis."
Henrique VII foi cuidadoso na seleção de seus principais funcionários. Durante seu reinado, Richard Empson e Edmund Dudley se tornaram os ministros de maior confiança do rei. Jasper Ridley apontou que Empson e Dudley eram os principais instrumentos da política financeira do rei: "Eles parecem ter sido quase universalmente odiados em toda a Inglaterra. Eles foram acusados de agir ilegalmente quando extorquiram grandes somas de dinheiro de ricos proprietários de terras sob o reconhecimento sistema, e não apenas de obter esse dinheiro para o rei, mas de enriquecer no processo. "Christopher Morris, o autor de The Tudors (1955), sugeriu que Dudley era o "ministro mais impopular e sem escrúpulos" do rei. A biógrafa de Empson, Margaret Condon, apontou: 
"Como chanceler, Empson continuou os esforços de Bray para aumentar a receita, autorizando o aumento de aluguéis ou rejeição de descontos e direcionando pesquisas e auditorias, confinamentos de bens comuns e investigações de incidentes feudais. O impulso maximizar as receitas feudais, perseguir velhos títulos e manipular as leis penais no interesse do rei era centrado no conselho aprendido, mesmo nos casos em que ações paralelas eram processadas na common law .... Os métodos que ele usou incluíam o uso de promotores de acusação; prisão para facilitar o acordo por multa ou composição; e intimações emitidas (como em outros tribunais municipais) por sigilo privado ... Suas responsabilidades particulares eram a autorização de indultos, rubricada pelo rei; a descoberta e passagem de intrusões e a emissão de comissões de ocultação; perdões e confiscos sobre a ilegalidade; proteções e uniformes de terras. A maioria das ações ou concessões de graça resultou em multas para o rei, em quantias e por métodos que levaram Polydore Vergil e outros a caracterizarem Empson e Dudley como extorsionários". 
Roger Lockyer argumentou que "Empson foi o único membro proeminente do Conselho de Henrique de origem burguesa - seu pai era uma pessoa de certa importância na cidade de Towcester e a ideia de que Henrique VII se cercou de "homens de classe média " é muito enganoso. A pequena nobreza, cujo número e importância na administração real aumentavam constantemente, era próxima em sangue e suposições sociais da aristocracia e se considerava entre os escalões superiores da sociedade inglesa".

## Catarina de Aragão
Henrique VII fez questão de manter sua aliança com Fernando de Aragão e, recentemente viúvo, ofereceu-se para se casar com Catarina de Aragão. Como ele tinha 46 anos e estava com a saúde debilitada, esta ideia foi rejeitada e em 23 de junho de 1503, ele assinou um novo tratado que desposou Catarina com Henrique, seu único filho sobrevivente, então com 12 anos. O tratado também continha um acordo que, como as partes eram relacionadas, os signatários se comprometiam a obter a dispensa necessária de Roma. Naquela época, os cristãos acreditavam que era errado um homem se casar com a esposa de seu irmão. Também ficou acertado que o casamento aconteceria assim que Henrique completasse quinze anos. Nesse ínterim, Henrique concedeu a Catarina £ 100 por mês e nomeou um de seus próprios agrimensores para supervisionar o gerenciamento. Fernando escreveu em 23 de agosto de 1503: 
"É bem sabido na Inglaterra que a princesa ainda é virgem. Mas como os ingleses estão muito dispostos a reclamar, parecia mais prudente cuidar do caso como se o casamento tivesse sido consumada ... a dispensa do Papa deve estar em perfeita consonância com a referida cláusula do tratado de casamento ... O direito de sucessão (de qualquer filho nascido de Catarina e Henrique) depende da indubitável legitimidade do tratado".
Catarina foi alocada na Durham House em Londres. Ela ficava doente com frequência, provavelmente com malária terciária. Seu conhecimento de inglês ainda era imperfeito em 1505, o que incomodou Fernando de Aragão e Henrique VII, que reduziu sua mesada. Catarina mudou-se para o Palácio de Richmond, mas reclamou com o pai sobre sua pobreza e sua incapacidade de pagar seus servos e sua degradante dependência da caridade de Henrique. Ela disse ao pai que só conseguira comprar dois vestidos desde que viera da Espanha para a Inglaterra, seis anos antes.

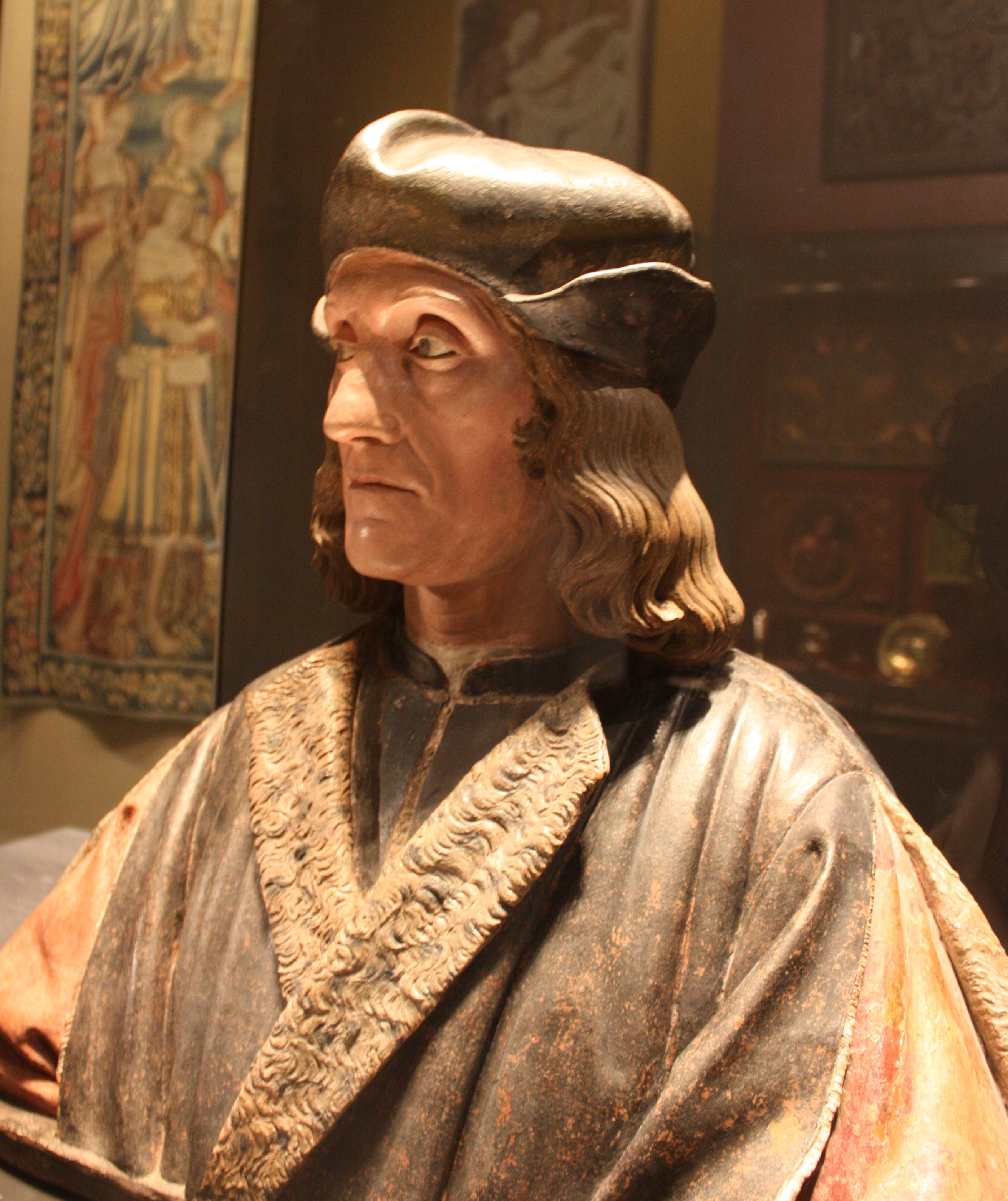
Este busto foi baseado em um molde de gesso retirado do rosto do rei morto. O gesso também foi usado para sua efígie fúnebre. O busto foi feito para mostrar o rei em vida e pode ter sido um teste do escultor florentino, Pietro Torrigiani. Em 1512, ele foi contratado para fazer a tumba de Henrique VII e sua esposa Isabel de Iorque na Abadia de Westminster.

Catarina foi mantida afastada do príncipe Henrique, reclamando em 1507 de que ela não o via há quatro meses, embora ambos morassem no mesmo palácio. Argumentou-se que era Henrique VII quem estava mantendo seu filho longe de Catarina: 
"Os observadores ficaram realmente impressionados com a forma como o príncipe Henrique viveu inteiramente sob o domínio de seu pai, vivendo em reclusão virtual; o rei, ou por temor por seu a segurança do filho ou de um hábito irritadiço de dominação, arranjou cada detalhe da sua vida”. 
O rei Fernando temia que Catarina não tivesse permissão para se casar com Henrique, que estava se tornando um belo príncipe. Roderigo de Puebla disse a Fernando: "Não há jovem melhor no mundo do que o Príncipe de Gales". Ele contou-lhe que sua aparência surpreendente, incluindo seus fortes membros atléticos "de um tamanho gigantesco", já começava a despertar a admiração da Corte Real. Henrique VII morreu em 21 de abril de 1509. Sua fortuna pessoal de £ 1,5 milhão ilustrou o sucesso de sua política externa e a prosperidade comercial que a Inglaterra desfrutou sob seu governo.

## Características
Toda a juventude de Henrique tinha sido passada em condições de adversidade, muitas vezes em perigo de traição e morte, e geralmente em um estado de pobreza. Estas experiências, juntamente com as incertezas do seu reinado, ensinaram-no a ser reservado e cauteloso, a subordinar as suas paixões e afeições ao cálculo e à política, a ser sempre paciente e vigilante. Há evidências de que ele estava interessado em estudos, que ele poderia ser afável e gracioso, e que ele não gostava de derramamento de sangue e severidade, mas todas essas emoções tiveram que dar lugar às necessidades de sobrevivência. Os retratos e descrições existentes sugerem um homem cansado e ansioso, com pequenos olhos azuis, dentes ruins e cabelos brancos finos. Suas experiências e necessidades também o fizeram aquisitivo, uma característica que aumentou com a idade, um traço vantajoso tanto para a coroa quanto para o reino.